# Parancistrocerus dux
Parancistrocerus dux är en stekelart som först beskrevs av Edoardo Zavattari 1912.
Parancistrocerus dux ingår i släktet Parancistrocerus och familjen Eumenidae. Inga underarter finns listade i Catalogue of Life.